# سرفيل ليبرجي
سرفيل ليبرجي (الاسم العلمي:Osmorhiza leibergii) هو نوع من النباتات يتبع جنس السرفيل المروح من الفصيلة الخيمية.